# ペラジン
ペラジン(Perazine)は、フェノチアジン系の中程度の強さの非定型抗精神病薬である。クロルプロマジンと非常に似ており、ドーパミン拮抗薬として作用する。

## 効能・効果
統合失調症、術前・術後等の悪心・嘔吐